# Abdiás könyve
Abdiás könyve (rövidítve: Abd) (héberül: עֹבַדְיָה Óvadjá - Já szolgája) egy protokanonikus ószövetségi prófétai könyv, a kispróféták sorában a negyedik. A legrövidebb könyv az Ószövetségben, mindössze 21 versből áll. 
A rövidsége miatt nehéz kérdések elé állítja az exegétákat, akik vitatkoznak mind egységéről, irodalmi műfajáról és írásának idejéről is. Lehet, hogy Kr. e. 8. században írta Abdiás próféta, de vannak, akik megírását a Kr. e. 5. századra teszik. 

## Tartalma
Általában két főrészre szokták osztani: 1-15. és 16-21 versekre. 
- Az első főrész, a címfelirat szerint, látomás. Harcba szólít egy nép ellen, amelyen az edomitákat kell érteni, majd jövendöléseket tartalmaz Edom ellen, amiért megnehezítette Jeruzsálem sorsát. Az ítélet végrehajtói Edóm szövetségesei (1-9). Az ítélet okát megmondja a 10-14.15b vers: 587-ben, Jeruzsálem pusztulása alkalmával az edómiak Nebukadnezár király seregeihez hasonlóan részt vettek a város kifosztásában; azokat pedig, akik Edóm felé menekültek, részben foglyul ejtették, részben pedig lemészárolták. Edomot i. e. 312-ben hódították meg a nabateusok, így az első főrész e két dátum között keletkezhetett. Bonyolítja a helyzetet az, hogy a 2-9 versek megtalálhatóak Jeremiás prófétánál is (49,7-9.14-16), bár ennek a résznek a jeremiási eredete vitatott, és úgy tűnik, hogy a két szöveg egymástól független.

- A második főrész (16-21) arról szól, hogy eljön az Úr napja, amelyen a bűnös népeket, köztük az edómiakat is utoléri az ítélet. Az ítélet Izráel számára igazságszolgáltatást jelent. Edóm felett éppen Izráel hajtja végre az ítéletet (18), és Edóm területe Izráel birtokába fog kerülni. Ezt a második főrészt, de különösen a 19-21 verset későbbinek gondolja néhány tudós. Itt ugyanis már nem Jeruzsálem pusztulásának a fájó emléke áll a háttérben, hanem Izráel helyreállításának a reménysége, sőt az Úr uralmának a megvalósulása. Abdiás könyvének teológiai értékét az adja meg, hogy Isten igazságát és hatalmát hirdeti.